# Zodarion cyprium
Zodarion cyprium är en spindelart som beskrevs av Kulczynski 1908. Zodarion cyprium ingår i släktet Zodarion och familjen Zodariidae. Inga underarter finns listade i Catalogue of Life.